# 平良辰雄
平良 辰雄（たいら たつお、1892年4月6日 - 1969年7月26日）は、戦前の沖縄県の官僚で、沖縄群島政府及び琉球政府の政治家。沖縄社会大衆党を設立。本土復帰運動を推進。
沖縄群島政府知事や立法院議員や大衆金融公庫総裁を務めた。沖縄県国頭郡大宜味村出身。

## 経歴
明治25年（1892年）4月6日生まれ。第八高等学校（名古屋大学の前身の一つ）を中退後、戦前の沖縄県庁に勤務する。県庁では八重山支庁長や振興計画課長を歴任する。戦時中は大政翼賛会沖縄県支部壮年団長に就任した。
沖縄戦後は、田井等市長（地方行政緊急措置要綱に基づく暫定的な市）に当選し、1950年に沖縄群島知事に当選する。そして沖縄社会大衆党の初代委員長に選出された。
沖縄群島政府解消後は、第1回立法院議員総選挙に出馬し当選する。立法院では早期復帰の論陣を張った。立法院議員辞職後は復帰運動に全身全霊を尽くした。